# Георги Стойков
Георги Великов Стойков е български учител и юрист, апелативен съдия на цяла Южна България, народен представител.

## Биография
Роден е в 1860 година в село Гайтаниново, Неврокопско, тогава в Османската империя. Баща му Велик Стойков участва и загива на Шипка в Българското опълчение по време на Руско-турската война. Брат е на генералщабния офицер Иван Стойков и на офицера и революционер Димитър Стойков. Ръководителят на ВМОК Борис Сарафов му е братовчед. Една година след смъртта на баща му умира и майка им Мария Стойкова. Вуйчо му Петър Сарафов взема и отглежда четирите деца на сестра си. Георги Стойков завършва класическа гимназия в Николаев в 1882 година и право в Санкт Петербург и Москва в 1886 година. Известно време работи като учител в Македония. Завръща се в Свободна България и практикува като адвокат в Пловдив, а след това става апелативен съдия на Южна България. Депутат е в Единадесетото обикновено народно събрание.
Умира в 1935 година. Завещава цялата си библиотека с много редки и ценни екземпляри на Пловдивския окръжен съд.

## Родословие
|               |               |               |               |               |               |  |  |                         |                         |                         |                         | Велико (Велик) Стойков (около 1835 – 1879) | Велико (Велик) Стойков (около 1835 – 1879) | Велико (Велик) Стойков (около 1835 – 1879) | Велико (Велик) Стойков (около 1835 – 1879) | Велико (Велик) Стойков (около 1835 – 1879) | Велико (Велик) Стойков (около 1835 – 1879) |                              |                              | Мария Сарафова (около 1840 – 1879) | Мария Сарафова (около 1840 – 1879) | Мария Сарафова (около 1840 – 1879) | Мария Сарафова (около 1840 – 1879) | Мария Сарафова (около 1840 – 1879) | Мария Сарафова (около 1840 – 1879) |                            |                            |                            |                            |  |  |                               |                               |                               |                               |                               |                               |  |  |  |  |  |  |
|               |               |               |               |               |               |  |  |                         |                         |                         |                         | Велико (Велик) Стойков (около 1835 – 1879) | Велико (Велик) Стойков (около 1835 – 1879) | Велико (Велик) Стойков (около 1835 – 1879) | Велико (Велик) Стойков (около 1835 – 1879) | Велико (Велик) Стойков (около 1835 – 1879) | Велико (Велик) Стойков (около 1835 – 1879) |                              |                              | Мария Сарафова (около 1840 – 1879) | Мария Сарафова (около 1840 – 1879) | Мария Сарафова (около 1840 – 1879) | Мария Сарафова (около 1840 – 1879) | Мария Сарафова (около 1840 – 1879) | Мария Сарафова (около 1840 – 1879) |                            |                            |                            |                            |  |  |                               |                               |                               |                               |                               |                               |  |  |  |  |  |  |
|               |               |               |               |               |               |  |  |                         |                         |                         |                         |                                            |                                            |                                            |                                            |                                            |                                            |                              |                              |                                    |                                    |                                    |                                    |                                    |                                    |                            |                            |                            |                            |  |  |                               |                               |                               |                               |                               |                               |  |  |  |  |  |  |
|               |               |               |               |               |               |  |  |                         |                         |                         |                         |                                            |                                            |                                            |                                            |                                            |                                            |                              |                              |                                    |                                    |                                    |                                    |                                    |                                    |                            |                            |                            |                            |  |  |                               |                               |                               |                               |                               |                               |  |  |  |  |  |  |
| Атанас Юруков | Атанас Юруков | Атанас Юруков | Атанас Юруков | Атанас Юруков | Атанас Юруков |  |  | Янинка (Енинка) Юрукова | Янинка (Енинка) Юрукова | Янинка (Енинка) Юрукова | Янинка (Енинка) Юрукова | Янинка (Енинка) Юрукова                    | Янинка (Енинка) Юрукова                    |                                            |                                            | Георги Стойков (1860 – 1935)               | Георги Стойков (1860 – 1935)               | Георги Стойков (1860 – 1935) | Георги Стойков (1860 – 1935) | Георги Стойков (1860 – 1935)       | Георги Стойков (1860 – 1935)       |                                    |                                    | Иван Стойков (1866 – 1925)         | Иван Стойков (1866 – 1925)         | Иван Стойков (1866 – 1925) | Иван Стойков (1866 – 1925) | Иван Стойков (1866 – 1925) | Иван Стойков (1866 – 1925) |  |  | Димитър Стойков (1875 – 1958) | Димитър Стойков (1875 – 1958) | Димитър Стойков (1875 – 1958) | Димитър Стойков (1875 – 1958) | Димитър Стойков (1875 – 1958) | Димитър Стойков (1875 – 1958) |  |  |  |  |  |  |
| Атанас Юруков | Атанас Юруков | Атанас Юруков | Атанас Юруков | Атанас Юруков | Атанас Юруков |  |  | Янинка (Енинка) Юрукова | Янинка (Енинка) Юрукова | Янинка (Енинка) Юрукова | Янинка (Енинка) Юрукова | Янинка (Енинка) Юрукова                    | Янинка (Енинка) Юрукова                    |                                            |                                            | Георги Стойков (1860 – 1935)               | Георги Стойков (1860 – 1935)               | Георги Стойков (1860 – 1935) | Георги Стойков (1860 – 1935) | Георги Стойков (1860 – 1935)       | Георги Стойков (1860 – 1935)       |                                    |                                    | Иван Стойков (1866 – 1925)         | Иван Стойков (1866 – 1925)         | Иван Стойков (1866 – 1925) | Иван Стойков (1866 – 1925) | Иван Стойков (1866 – 1925) | Иван Стойков (1866 – 1925) |  |  | Димитър Стойков (1875 – 1958) | Димитър Стойков (1875 – 1958) | Димитър Стойков (1875 – 1958) | Димитър Стойков (1875 – 1958) | Димитър Стойков (1875 – 1958) | Димитър Стойков (1875 – 1958) |  |  |  |  |  |  |